# قلعه تپه
قلعه تپه، تپه‌ای تقریباً گرد و مرتفع در منطقه بی بی دوست و نزدیک به زاهدان کهنه است که دیوارهای خشتی، آن را محصور کرده‌است. این دیوارها حدود ۳۰ متر ارتفاع دارند. از آثار کشف شده می‌توان به سفال‌های نخودی و قرمز و تعدادی سفال لعاب دار اشاره کرد. با توجه به این آثار، چنین استنباط می‌شود که این آثار مربوط به دوره ساسانی باشد. سفال‌های کشف شده شبیه سفال‌های کشف شده در کوه خواجه و تپه شهرستان است. از معروفترین باستان‌شناسانی که در این منطقه کاوش کرده‌اند، می‌توان به امبرتو شراتو ایتالیایی اشاره کرد.